# Leominster (Massachusetts)
Leominster ist eine Stadt im Worcester County des Bundesstaats Massachusetts in den Vereinigten Staaten.
Das U.S. Census Bureau hat bei der Volkszählung 2020 eine Einwohnerzahl von 43.782 ermittelt.
Leominster bildet eine Zwillingsstadt von Fitchburg.

## Geschichte
Wahrscheinlich stammt der Name von Leominster in Herefordshire, England. Ursprünglich war die Region von verschiedenen Stämmen der Pennacook oder Nipmuck Indianer bewohnt, die entlang des Nashua Rivers lebten. Der Fluss lieferte fruchtbaren Boden für den Anbau von Mais, Bohnen, Kürbis und Tabak. Europäische Siedler begannen Mitte des 17. Jahrhunderts anzukommen und 1653 wurde Leominster als Teil der Stadt Lancaster gegründet.
Die europäischen Siedler und die Ureinwohner lebten einige Jahre lang friedlich zusammen, bis zum Beginn des King Philip’s War im Jahr 1675. Der gewalttätige Krieg zwischen den Ureinwohnern und den frühen Siedlern tötete Hunderte von Menschen und vertrieb die Einwohner aus der Gegend. Nach dem Krieg blieb Lancaster praktisch menschenleer, bis den Bewohnern 1701 eine neue Landzuteilung angeboten wurde. Um weitere Konflikte mit den einheimischen Indianern zu vermeiden, verhandelten die Siedler mit Häuptling Sholan vom Stamm der Nashaway über das Land. Es sollte die einzige Parzelle sein, die in Zentral-Massachusetts legal erworben wurde.
Bis 1737 hatte das Gebiet von Leominster genug Einwohner gewonnen, um als eigene Gemeinde gegründet zu werden. Die Town Leominster wurde offiziell am 23. Juni 1740 gegründet. Zuerst vorwiegend von der Landwirtschaft geprägt, erlebte die Siedlung zu Beginn des 19. Jahrhunderts seine Industrialisierung. Dies wurde durch die Eröffnung der Fitchburg Railroad, die durch North Leominster und nach Boston führte, und der Fitchburg and Worcester Railroad, die durch das Stadtzentrum führte, möglich. Insbesondere für die Plastikindustrie wurde Leominster bekannt. 1915 wurde die Siedlung zu einer Stadt erhoben.

## Demografie
Laut einer Schätzung von 2019 leben in Leominster 41.716 Menschen. Die Bevölkerung teilt sich im selben Jahr auf in 81,0 % Weiße, 6,7 % Afroamerikaner, 0,2 % amerikanische Ureinwohner, 3,0 % Asiaten und 3,6 % mit zwei oder mehr Ethnizitäten. Hispanics oder Latinos aller Ethnien machten 18,4 % der Bevölkerung aus. Das mittlere Haushaltseinkommen lag bei 61.825 US-Dollar und die Armutsquote bei 12,6 %.

## Kultur
Leominster hat eine lange kulturelle Geschichte mit verschiedenen Theatern, Performance-Gruppen, Ausstellungen und Unterhaltungsveranstaltungen. Im September findet in Leominster das Johnny Appleseed Festival statt, um die Herbstsaison und den Lokalhelden der Stadt, Johnny Appleseed, zu feiern. Das Festival findet seit 1994 auf dem Monument Square statt und bietet Kunsthandwerk, Stände, Unterhaltung und eine Parade.

## Infrastruktur
Sowohl die Massachusetts Route 2 als auch die Massachusetts Route 12 führen durch Leominster. Die Interstate 190, die Massachusetts Route 13 und die Massachusetts Route 117 haben alle Start-/Endpunkte in Leominster.
Die Stadt verfügt über einen Bahnhof der Massachusetts Bay Transportation Authority, welcher sie mit Boston verbindet.
In Leominster befindet sich mit dem Souza-Baranowski Correctional Center ein Hochsicherheitsgefängnis.

## Söhne und Töchter der Stadt
- Jonas Kendall (1757–1844), Politiker
- Francis Gardner (1771–1835), Politiker
- Johnny Appleseed (1774–1847), Baumschuler und Aussteiger
- Alvah Crocker (1801–1874), Industrieller und Politiker
- John J. Taylor (1808–1892), Elektronikingenieur
- Harold Stephen Black (1898–1983), Elektronikingenieur
- Ralph Kirkpatrick (1911–1984), Cembalist
- William MacDonald (1917–2007), Theologe und Autor
- Gail M. Ashley (* 1941), Geologin
- R. A. Salvatore (* 1959), Schriftsteller
- Kathy Kelly (* 1963), Musikerin
- Paul Kelly (* 1964), Musiker
- Danielle Lozeau (* 1987), Schauspielerin, Model und Fotografin